# Rex felügyelő
A Rex felügyelő osztrák–német–olasz televíziós krimisorozat, amely 1994 és 2004 között Bécsben, 2008 és 2015 között Rómában készült, ezért az egyik legkülönlegesebb európai sorozatnak számít. 2008-ban 2009-ben, és 2013-ban olasz–osztrák koprodukcióban is készültek epizódok.
Magyarországon kezdetben a TV2, majd az M1 és az AXN (itt speciális, felújított változatban) csatornák műsorán futott. A kilencvenes évek végén hatalmas népszerűségnek örvendett, többmilliós nézettséget produkált. A magyar médiaköztudatban a mai napig számon tartják.

## Története
A televíziós sorozat ötlete 1994-ben merült fel, amikor is az alkotók megbízást kaptak új sorozat készítésére. Olyat szerettek volna forgatni, amely nézők millióit ülteti a televízió elé, és hétről hétre izgatottan várják a folytatást. Abban azonban nehezen tudtak megegyezni, hogy ki körül bonyolódjon a sorozat. Végül egy sörözőben jött az ihlet: az alkotók ugyanis itt folytatták az eszmecserét, és mivel továbbra sem tudtak megegyezni, eldöntötték, hogy arról szól majd a történet, aki először belép a kocsma ajtaján. Néhány perc múlva pedig gazdija előtt egy német juhászkutya futott a söntésbe. Így született meg a sorozat alapötlete.
Peter Hajek, a producer és egyben egyik író 1976-ban alapított produceri cége, a Mungo-film vette kézbe a gyártást, egészen a 8. évad végéig, 2002-ig. Érdekesség, hogy Hajek a céget együtt alapította meg Helmut Dimkoval, aki 1996–97-ben a Rex felügyelő első spin-offjának, a Stockingernek volt a producere.
A készítők Teresa Ann Millert, Hollywood első számú állatidomárát keresték fel, aki 17 kiskölyköt vett alaposabban szemügyre, és így választották ki Reginald von Ravenhorstot, alias Rexet. Az eb, rendkívüli képességeinek hála, gyorsan vette az első akadályokat, ráadásul kiképzésében a legmodernebb eszközöket és módszereket alkalmazták. Első pillanattól kezdve játékosnak bizonyult, és a legnehezebb feladatok sem okoztak számára gondot. Ugyanakkor a veszélyes jeleneteket nem Rex, hanem valamelyik dublőre játszotta el, nehogy az igazi Rex véletlenül megsérüljön.
A készítők nem bízták a véletlenre a kutya kiválasztását. Reginald von Ravenhorst a valódi Ravenhorst gróf bajorországi birtokán született, és német nemesi szokások szerint őt is úgy anyakönyvezték, mint a család teljes jogú tagját. A gróf apósa után kapta a Reginald nevet. A Ravenhorst-család a kilencvenes években a bajor rendőrség megbízásából rendőrkutyákat nevelt. Tehát a későbbi sorozatsztár is eredetileg rendőri kiképzést kapott. Egyszer azonban megjelent a birtokon a sorozathoz főszereplő kutyát kereső kiképzőnő, az amerikai Teresa Ann Miller. Reginald éppen tyúkot kergetett, ezzel vonta magára a tréner figyelmét. Millernek egy bájos és kiváló szaglású kutyára volt szüksége, a gróf őt ajánlotta a kiképzéshez. A tökéletes szimatkészségről legkésőbb akkor bizonyosodhatott meg az egész stáb, amikor az egyik utcai forgatásról Reginald megszökött, és bement az ablakon keresztül Tobias Moretti pár száz méterre található otthonába.

### Magyar sugárzás

#### A magyar sugárzás a sajtó tükrében
Magyar nyelvű cikk a nyomtatott sajtóban a sorozattal először 1994 karácsonyán foglalkozott. A Tolnai Népújság beszámolt az Ausztriában másfél hónappal korábban indult sorozat nagy népszerűségéről, milliós nézettségéről. Tudni vélték, hogy hatalmas fizetést kapnak a főszereplők. "Rex felügyelő meg is dolgozik a pénzéért, mert egy folytatásért (epizódért - a szerk.), amely általában húsz nap forgatást jelent, ugyanannyit kap, mint kétlábú partnere, Moretti: magyar pénzre átszámítva 2,1 millió forintot! Rex ebből a pénzből fedezi játék- és élelmiszerszükségletét, a többivel tulajdonosa, az amerikai Animal Action cég rendelkezik" - fogalmaztak a december 24-i számban.
Magyarországon igen hamar népszerű lett. A Népszabadság egyik 1998. januári, televíziós nézettséggel foglalkozó cikkében beszédes adatokról olvashatunk: "A csúcsidőben (...) tarolni látszik az MTV 1 – legalábbis a toplista élén. Az első tíz között a Tv 2-nek mindössze egyetlen műsora szerepel, az a német–osztrák filmsorozat (Rex felügyelő), amelyik elsőként nyert több nézőt, mint az MTV 1 vele egy időben sugárzott sztárprodukciója, a Friderikusz-show. (Szerdán közöltük a Friderikusz Produkció levelét, amely szerint korábban tévesen állítottuk, hogy az MTV 1-nek kevesebb nézője volt a Friderikusz-show idején, mint a TV 2-nek. Az adatok azt mutatják, hogy a show teljes két óráját tekintve igazuk is van, a krimi 50 perce alatt azonban Rex felügyelő több mint kétmillió nézőt vonzott, Friderikusz nézőszáma viszont kétmillió alatt maradt. (…) az MTV még legalább négy műsorának – és ebből két hazai gyártású: a Szeszélyes évszakok és a Szomszédok) – több nézője van hárommilliónál (…) a hazai kereskedelmi szektor favoritjára (Rex felügyelő) viszont nem sokkal több néző jut kétmilliónál." Ez azt jelenti, hogy a kilencvenes évek végén lényegében a Rex felügyelő volt a legnépszerűbb külföldi sorozat hazánkban. Ezt a cikket január 26-án publikálták, az első részt január 4-én vetítette a TV2 – ez alapján a sorozat olyan robbanásszerű sikert ért el a maga korában, az akkori lineáris televíziónézési körülmények között, mint az online platformok korában a 2010-es évek végén Csernobil, vagy a The Mandalorian. Májusra nemes egyszerűséggel "napjaink legnépszerűbb kutyájaként" emlegették Reginaldot. 
Később ezeket a számokat is túlszárnyalta a sorozat: "A tv2-n sugárzott Rex felügyelő, fokozva eddigi népszerűségét, majdnem 3 millió, négyévesnél idősebb néző figyelmét vonta magára a március 12-i epizódjával" – írta a Népszabadság később a Halálos macik című epizódról. 1998-ban a cuki felügyelőt csak csinos lányok tudták „megszorongatni”: a Miss World 1998-at, vagyis a világszépe-választás közvetítését többen nézték. Egy 2002 elején publikált cikk szerint a Vészhelyzet után a második legnépszerűbb sorozat volt a világon! 
Ezt támasztja alá az a Veszprémi Naplóban 1998. január 16-án megjelent cikk is, amelyben a szerző azért aggódik, hogy a sorozat hatására tömegessé válik a hazai családokban a felelőtlen németjuhász-vásárlás. Így ír: „Nem szeretnék az idén német juhász kutyakölyök lenni Magyarországon! Tartok attól, hogy az egyik tévécsatornán futó Rex felügyelő sorozat legalább akkora tömeghisztériát fog okozni, mint tette ezt annak idején Kántor vagy a Négy páncélos kutyája (…) szeretném, ha most az egyszer a felnőttek, józan esze felül tudna kerekedni a (…) gyerekhad könyörgésáradatán is, és nem szaporodnának el a rendelések kölyök német juhászra a tenyésztőknél. Nagyon sok későbbi csalódást lehetne ezzel megelőzni (…)” Az újságírásban szempillantásra divattá vált a kilencvenes évek maffiabotrányaiban való nyomozások és a németjuhászokkal kapcsolatos hírek kapcsán Rexre asszociálni.
Villámgyorsan megérte apróhirdetésben Rex felügyelő rokonaiként aposztrofálni árva németjuhász-kölyköket, a Zalai Hírlap 1998. Valentin-napi társkereső-üzenőjében pedig ezt a hirdetést adták fel: „Ha kinézetre hasonlítasz Mózer felügyelőre, üzenj »Rex« jeligére. Igényes lány”.
A magyar szinkronszínészek hamar közkedveltté váltak, maguk a színészek és a stáb is imádták a tekercsek felolvasását. Richard Moser szinkronhangja, a tragikusan fiatalon elhunyt Haás Vander Péter ekkoriban nyaranta a kőszegi színházban dolgozott. Még ott is gratuláltak neki a Rex felügyelőben nyújtott hang-alakításáért, s egy vele egy lépcsőházban lakó kislány pedig megkérdezte tőle, hogy vele lakik-e Rex? „Több mint tíz éve szinkronizálok, de még ilyen nagy sikere egyetlen munkámnak sem volt” – nyilatkozta 1998-ban. 
1998. november 7-én, szombati főműsoridőben vetítette a televízió a Moser nyomozó halálát bemutató dupla epizódot, akárcsak januárban a sorozatnyitó filmet. Beszédes adat, hogy a szomorú apropójú rész az első, a két nappal korábban vetített epizód pedig a harmadik legnézettebb program lett az összes televízió összes műsora közül azon a héten. A korszakban egészen mást jelentett a spoiler fogalma: annak ellenére izgultak nézők milliói a képernyők előtt, hogy a médiumok hónapokkal korábban megírták, hogyan távozik a sorozatból Tobias Moretti. És akik időközben elfelejtették volna, őket a vajdasági Magyar Szó az epizód napján nekrológba beillő cikkel tájékoztatta. "Itt volt velünk, tévénézőkkel, több mint negyven héten át. Emberek tízezreit csalta a tv2 képernyője elé csütörtök esténként. A bécsi zsaru, Moser felügyelő mellett mindig ott volt hű társa, az ugyancsak kitűnő nyomozó, Rex, így együtt voltak szuperek és sztárok. Immár csak azt mondhatjuk: voltak…” – szóltak a Ma este a TV2-n Moser visszavonul című cikk bevezető sorai. Ez egyébként arra utal, hogy a sorozat a határon túli magyarok körében is népszerű volt, így velük összesen három milliónál jóval több magyar ember követhette a sorozatot hétről hétre. 
A következő részben Rex gyásza annyira felkeltette a média figyelmét, hogy a Magyar Hírlap interjút készített Csányi Vilmos etológussal a kutyák érzelmeivel kapcsolatban.

#### A magyar sugárzás technikai részletei
Először a TV2 sugározta 1998. január 4. és 2005. március 12., illetve 2008–2009 között. Később az MTVA csatornái (2012–2014), végül az AXN-csoport (2016) mutatta be Magyarországon az új epizódokat – online streamlehetőségek hiányában.
A rádió - és televízióújság adatai szerint a TV2 több vetítési hullámban, évadoktól függetlenül mutatta be az újabb epizódokat.
- 1998.január 4. és 1998.december 17. között volt az első vetítési hullám. A teljes 1998-as év új epizódok vetítésével telt. December 17-én a 4.évad 9.részével, az Ellopott boldogsággal búcsúzott a sorozat. Karácsony másnapján volt a premierje a Rex , a kölyökfelügyelő című filmnek.[21] [22]
- A szünet nem tartott sokáig. Nemzeti ünnepen, hétfőn, alig két és fél hónappal később, 1999.március 15-én került először levetítésre a Bosszú című rész (4.évad 10.rész). A május 17-i 5.évad 5.rész (Csalóka közelség) után ismét megszűntek az új részek, ám ezúttal nem búcsúzott a sorozat. 1999 nyarától megkezdődött a legelső résztől az ismétlés.[23][24][25][26]
- 1999 nyara, az első évad megismétlése után szeptember 8-tól megkezdődött az új részek vetítése. Október 27-re futott ki az 5.évad, ezzel a magyar vetítés kevesebb, mint 2 esztendő alatt beérte az osztrákot. 1999 novembere és 2000 márciusa között a 4., később a 2.évad részeit ismételték, majd szünetre vonult a sorozat.[27][28][29][30][31]
- 2000 szeptemberében a Rex , a kölyökfelügyelővel hangoltak az újbóli vetítési időszakban a sorozatra. Ezután a 4.évad ismétlései következtek, majd 2000.november 9-től indult a 6.évad, a Teljes gázzal című epizóddal. A 2000-es évet december végén a Halálos Tarot című epozód (6.évad 7.rész) premierjévével zárták. [32][33][34][35]
- A 2001-es év adatai hiányosak. Április 26-án "vadonatúj epizódokat" jelöl forrásunk, azonban 3 rész után megszűnt a vetítés. Május és november között nem volt képernyőn a sorozat, majd november 15-én ismét új epizódokat jelez az újság. Ez a vetítési hullám december 20-ig tartott. Ha az összes epizód premier volt ekkor, akkor legfeljebb a 7.évad 4.részéig (A blöff) juthatott el a sorozat.[36][37]
- 2002-ben új részeket nem mutatott be a tv2. A nyári szombatokon (június 22. és augusztus 30. között) megismételték a 4.évad részeit, de nem az első epizódtól, hanem a főszereplő - váltástól. Az új fiú című résszel kezdtek. Szeptemberben szünetelt a vetítés, majd októbertől az 5.évadot kezdték ismételni, de szintén nem az évad kezdetétől, hanem új szereplő érkezésétől (Vak düh, 2002.október 12.)[38][39]
- 2003.február 22-én került adásba a 7.évad 1.része, az októbertől kezdődő vetítési hullám részeként. Ebben az időszakban vannak először címmel jelölve a 6.évad második felének és a 7.évad első részeinek epizódjai. A 7.évad 5.része (Egy holtbiztos tipp), amely már egészen biztosan új volt, 2003.március 29-én lett levetítve. Végül a Bosszú sugarai című epizóddal szünetre küldték a szériát májustól.[40][41][42][43][44]
- 2003 nyarán érkeztek meg Magyarországra a 8.évad epizódjai. 2003 szeptemberében Rex és négylábú társai még mindig annyira népszerűek voltak hazánkban, hogy a 9. évad első két részét a TV2 2 hónappal korábban mutatta be az osztrák vetítéshez képest![45][46]

2010.január 4-től a Story4, később a Story5 is vetítette az 1-12. évadot. 
2012.január 1-jén, újévkor, bár hibásan 11.évad jelzéssel, az M1 kezdte meg a sorozat további évadainak vetítését. Rendszeresen vasárnap délutánonként volt látható a 13. és 14. évad. Bár közvetlen folytatásról van szó, a sorozat ekkor mégis új címet kapott, "Rex Rómában" - nak keresztelték el. Sportesemények miatt egy idő után kéthetente voltak láthatóak a 2009-2010-ben készült epizódok. Itt mutatkozott be Alberto Monterosso és Davide Rivera karaktere. 2013 januárjától az M1 lett a korábbi epizódok rendszeres ismétlője. 2014.október 15-étől, szerdán, minden hétköznap délutáni vetítéssel mutatkozott be a 15. és 16. évad, valamint a Jégkorszak című speciális, Ausztriában készült epizód. 
2017-től a Duna TV ismételte a sorozatot, 2022. június 1-től a Prime és a Jocky TV, június 15-től pedig TV2 is elkezdte vetíteni a felújított képminőségű epizódokat. A TV2 több epizódot átsorolt éjszakai vetítésre, ezek a szokásos délutáni vetítéshez viszonyítva először spontán módon egy-egy hajnalon kerültek adásba, illetve jelenleg a szokásos vetítéssel párhuzamosan hajnali ismétlés látható. Ellenben a bizonyos epizódokat a kábelportfólión cenzúrázva vetítik.

## Cselekmény
|  | Alább a cselekmény részletei következnek! |

### Bécs (1–10. évad)

#### 1. évad
Amikor Rex, a gyönyörű rendőrkutya vezetője váratlanul meghal (A végállomás: Bécs c. epizódban), Rex mély depresszióba zuhan. A rendőrségi menhelyre szállíttatja, ahol előbb-utóbb el fogják altatni, mivel teljesen kezelhetetlenné vált. Egészen addig, amíg nem találkozik Moserrel, a bécsi bűnügyi rendőrség főfelügyelőjével, aki éppen egy gyilkossági ügyön dolgozik. Hamarosan összebarátkoznak, sőt Rex csatlakozik Moser csapatához. Hamar megszokja új társait, Höllerert és Stockingert, noha ez utóbbi partneréről ez nem mondható el. Stocki ugyanis rettenetesen tart a kutyáktól, és ez alól Rex sem kivétel. Idővel azonban elfogadja a jelenlétét, így négyen együtt igazi csapatot alkotnak. Igaz, tágabb értelemben, de hozzájuk tartozik még dr. Leo Graf, az igazságügyi orvosszakértő, valamint Max Koch, a nyugalmazott nyomozó.
Az 1. évad 3. részében történik meg a sorozat egyik legbizarrabb jelenete, története: Richard Moser nyomozónak nincs ideje orvoshoz menni, így a patológus Graf doktorral vizsgáltatja meg magát. Először ellenkezik a hullákhoz szokott orvos, de a jelenet végén már együtt nevetnek, miközben Graf fonendoszkóppal a fülében vizsgálja Mosert.
Az első néhány évadban többször előfordul, hogy gyerekek vagy áldozatok, vagy valamilyen módon kapcsolódnak az ügyhöz. Ilyen gyermekbántalmazó rész az 5. (Aki a tűzzel játszik), amikor egy balettcsoportot ejt túszul egy veszélyes bűnöző, a 10. részben (Az első díj) pedig egy tó partján találnak holtan egy gyermeket. 
A 7. rész Schönbrunnban játszódik, megmutatva a park 1994-es állapotát az utókor számára. Érdekesség, hogy a főgonoszt, a gyilkost, az epizódban feltűnő orvos feleségét alakító neves színésznő (Gertraud Jesserer) a 11–12. évadban Lorenzo Fabbri felügyelő édesanyjaként tűnik fel. (Az IMDb szerint egyébként több mint 35 olyan színész van, aki egynél több karaktert alakított a sorozatban az évek során, 1994 és 2004 között. Így fordulhat elő például, hogy az első rész főgonoszát, Markus Spitzert (Alexander Strobele) a 2002-es 8. évad 2. részében Erwin Schusterként láthatjuk viszont.)
Idős nők és férfiak is áldozatul esnek bűnözők ámokfutásának (pl. 4. rész: Idős hölgyek halála, 8. rész: Egy finom úriház).
Ritkán fordul elő, hogy a sorozatban az előző nyomozókra, a kezdetekre utalnak. Ez alól kivételt képez az 1. és a 3. évad több jelenete, valamint a 11. évad első három része persze – de erről majd később. Nos, ez az érdekes kivétel megjelenik például az 1. évad 13. részében (Bécs utcái alatt). Itt már Stockinger kezdi elfogadni Rexet, de még mindig nem 100%-os partnerek. Az egyik jelenetben Rex speciális pózban áll a Dunacsatorna mellett. Stocki ekkor rákérdez Mosernél, mit csinál a kutya. Moser egyből tudja, és mondja: Rex hullát talált, hiszen az előző gazdájánál a hullakeresés volt a feladata többek között.
Az, hogy a csapattagok mennyire ragaszkodnak Rexhez, leginkább a Lövések Rexre c. epizódban mutatkozik meg, amikor is Rexet elrabolja egy bűnöző. Ugyanis előzőleg elfogtak egy tettest, aki bosszúból elraboltatja Rexet, és ha Moser nem engedi őt szabadon, akkor megölik a kutyát. A három férfi közös erővel áll neki a keresésének, és végül sikerül megmenteniük négylábú társukat, közben kézre kerítik a bűnözőket is.

#### 2. évad
A 2. évadban Stockinger és Rex kapcsolata egyre inkább javulni kezd. Az 1. részben (Tompa kiáltás) gyermekkereskedelemről van szó, egy kislány életét persze Rex menti meg. A 8. részben holtan találnak egy gyermeket egy medencében (Egy gyermek halála). Ebből is látszik, hogy ezek a részek még egy kicsivel naturalisztikusabbak, mint az utána következők. Az évfolyam során előfordul például sátánista szertartás és rituális gyilkosságok (A sátán nevében), szerelmespár-gyilkolás idilli folyópartokon, Lobau ligeteiben (Gyilkos nyár).
Az 5. részben, amelyet 1998-ban Magyarországon is kiadtak könyv formájában a TV2 támogatásával, egy kozmetikai szalonban akarja meggyilkolni egy fiatal fiú az édesanyját. Azonban összekeveri egy barátnőjével, így nem őt öli meg. Az epizód címe: A halál maszkja.
Moser ideje alatt vendégszerepel még Gedeon Burkhard és Alexander Pschill is, későbbi utódai, akik szerepük szerint még mindketten a „rossz oldalon" állnak, bűnözőt játszanak. Burkhard az 1. évad 9. részében (Ámokfutás), Pschill a 2. évad 2. részében (Vérnyomok) tűnik fel.
A négyes egység idővel azonban megbomlik, mivel Stocki Salzburgba költözik. A 14. és 15. epizód szinte csak vele foglalkozik, az utolsó jelenetben közös fotó készül Kochhal, Moserrel, Stockival, Höllererrel és Rexszel, amelyet később is láthatunk különböző íróasztalokon.

#### 3. évad
Stockinger helyét rövid időre (egy epizód erejéig) Max Koch veszi át. Később azonban megérkezik Stocki „utódja”, Christian Böck személyében. Moser és ő a Halálos futam c. epizódban (3. évad 1. rész) találkoznak először. Moser épp egy meggyilkolt autóversenyző ügyében nyomoz, és első számú gyanúsítottja Böck, aki Christian Such álnéven beépült néhány illegális gyorsulási versenyen részt vevő fiatal közé. A gyanú azért terelődik rá, mert az epizód elején a meggyilkolt versenyző nem sportszerű húzása miatt veszít, ami indítékul szolgálhat a gyilkossághoz. Másrészt Moser megtalál nála és elkoboz tőle egy pisztolyt is. Ennek a fegyvernek a segítségével Moser rájön, hogy Such igazi neve Böck, aki az ifjúsági bűnügyi csoport egyik nyomozója, ám ez csak az epizód végén derül ki. Moser felajánlja Böcknek, hogy csatlakozzon a csapatához. A négyes így ismét helyreáll, bár Moser sokszor érezteti Böckkel: még fiatal, így sokat kell tanulnia a szakmáról, a gyakorlatban.
A 2. rész címe (A rettegő város) azonos a Cobra 11 c. sorozat egyik epizódjának címével, 2007-ből. A 3. részben a gyilkosság eléggé meglepő módon történik meg: a kistestű professzort a múzeumban két mozgatható könyvoszlop közé szorítják (Halál a múzeumban című epizódot a Bécsi Természettudományi Múzeum épületében forgatták.) Az évadzáró epizód elrabolt kémikus házaspárt (Vérvörös rózsák) alighanem a Curie-házaspárról mintázták.
Az évad 10. része dupla epizód, címe Négy lábon járó angyal. Itt is gyermekrablás történik egy hokiedzés előtt. Az epizódban persze gyilkosság is előfordul, Moser pedig mesét is olvas egy koronatanú-kislánynak. Az epizód második felében Rexet megmarja egy kígyó, és az ellenszert Mosernek kell valahonnan előteremtenie. Az epizód végén karácsonyoznak, az irodában együtt van Moser, Rex, Koch, Böck, Höllerer, sőt még dr. Graf és az epizódban feltűnő gyerekek, valamint szüleik is. Az elrabolt gyermekek egyik legnagyobb karácsonyi ajándéka pedig az, hogy újrakovácsolják az elvált szülők miatt kettészakított családot.

#### 4. évad
A 4. évad 1. részében egy kislány kerül halálos veszélybe (Élve eltemetve), a 2. rész egy tanár–diák–diák szerelmi háromszögről szól (Egy diák halála).
Mosert a 4. szériában meggyilkolják. Ebben a részben Moser és csapata egy pszichopata gyilkos után nyomoz. A bűnügy felderítéséhez egy kriminálpszichológust, dr. Patricia Neuholdot kérik segítségül. A szakértőnő szerint a tettest egy elmegyógyintézetben kell keresni, ezért a felügyelő és társai ezen a nyomon indulnak el. Ellátogatnak egy klinikára, ám a tettes időközben egy saját maga által készített menekülési útvonalon elmenekül. Később elrabolja Patríciát, majd egy romos épületbe viszi, mert feltett szándéka, hogy megölje. Rex és Moser azonban a nyomára bukkannak. Sikerül kiszabadítaniuk a nőt, ám a gyilkos elrejtőzik az épületben, majd orvul hátba lövi Mosert. Rex a segítségére siet, ám futás közben beszakad alatta a padló, és néhány percre elveszti az eszméletét. A tettes ismét elkapja a pszichológusnőt, ám Rex időközben feléled és megmenti legalább őt. Az őrült azonban le akarja lőni őket, és a sebesült Moser meggondolatlanul előbújik, hogy ártalmatlanná tegye az őrültet, de végül végzetes lövést kap a szívébe. Rexet megrázza, hogy gazdája immár halott. A pszichopata gyilkos saját kezével végez magával. Ebben a részben tűnik fel utoljára Max Koch is: abban a jelenetben, amikor megtudja, hogy szeretett tanítványa, Moser halott. 
Hamarosan új nyomozó érkezik a csapat élére: Alexander Brandtner személyében, aki Az új fiú c. epizódban lép először színre. Alex merőben más, mint Moser volt: mindent szépen kér, állandóan mosolyog, nem fukarkodik a dicséretekkel sem, és nem utolsósorban társait a keresztnevükön szólítja. Rex is hamar összebarátkozik vele, bár kezdetben vigasztalhatatlannak tűnik. Alex és Rex elválaszthatatlan társakká válnak, annak ellenére, hogy a történet szerint Brandtner azért kérte át magát a bűnügyi rendőrséghez, mert előző munkahelyén elpusztult a kutyája egy robbanásban. Az Alex és Rex közti lelki kapocs azért is erős, mert Rex a nyomozó egyik fülét is "helyettesíti": a robbanásban ugyanis roncsolódott a hallása. A 6. részben (Az ezerarcú férfi) a gyilkos Schönbrunnban barikádozza el magát túszokkal, a 9. részben (Ellopott boldogság) Rex és az elrabolt kisgyermek csak Brandtnernek köszönhetően nem zuhan le egy szikláról az epizód végén. A 8. részben (Az összeesküvés) Böck életveszélybe kerül: csak Rexnek köszönheti, hogy nem gázolja el egy vonat.
A 11. részben (A bosszú) újra elrabolják Rexet – ezúttal Brandtner régi ellensége. A csapat már szinte biztos abban, hogy a kutya elpusztult. Brandtner megemlíti, hogy egyszer már elvesztett egy kutyát, az epizód végén pedig az 1990-es évek hölgyeinek (és némely uraknak) nagy örömére félmeztelenül küzdött az igazságért.
A egyik részben Höllerer életveszélybe kerül, egy bombával felszerelt autóból kell kiugrania. A 13. részben (Veszélyes feladat) Brandtner beépül a börtönbe, az elítéltek közé.

#### 5. évad
Az 1. részben (Halállista) egy pszichopata férfi öli meg azt a nőt, aki azelőtt eljátszotta, hogy a férfi megpróbálta őt megerőszakolni. Az őrült férfi elfogására egy uszodában kerül sor. A 3. részben (Tisztelendőatya veszélyben) egy papot rabolnak el, s élete Rexen múlik csupán. A következő részben (A vesztes) Böck mélységiszonya ellenére nyer egy léghajós utazást. Rex és Brandtner társaságában repülnek, amikor egy bankrablásra lesznek figyelmesek. Eleinte a léghajón követik a tettest, de később elveszítik szem elől. Nem sokkal később Höllerer is kilép a csapatból, hogy beteg édesanyja vendéglőjét vezesse, helyére pedig Fritz Kunz érkezik. Höllerer távozása az 5. évad 6. részében (Rex bosszút áll) valósul meg, így a szereplők teljesen kicserélődnek. Ebben az epizódban egy férfi egy ősi kutyaállkapocscsonttal gyilkol meg embereket, úgy téve, mintha a gyilkos egy vad kutya lenne.
A 7. résztől (Vak düh) Rexet új kutya kezdi alakítani, és Kunz már az első epizódjában beépül szakácsnak. Brandtner majdnem megfullad: csak Rexnek és Kunznak köszönheti az életét. A rész végén Kunz megbukik a „szalámisszendvics-vizsgán”: Brandtner és Böck hamiskás mosollyal jegyzi meg: a zsemléket dobni kellett volna egymásnak, és nem kiosztogatni személyenként.
A következő részben Brandtner ezúttal a hajléktalanok közé épül be (Mérgesgáz c. epizód). A 11. részben (Halálos játékszer) a csapat versenyt fut az idővel, és egy gyermek is majdnem meghal egy gyilkolásra szánt robbanó kisautótól. Az epizód a sorozat történetének talán legmeglepőbb módszerrel elkövetett gyilkosságait mutatja be egy őrült krimiíró tettein keresztül. A rész végén például egy magatehetetlen embert tesz egy robbanni készülő labirintus közepére. A bombát persze Rexnek köszönhetően lehet csak hatástalanítani.
Az 5. évad 13. részében (Sissi) egy magát Erzsébet királynénak képzelő nő gyilkol meg embereket, köztük egy fiákerest, és még Brandtnerrel is megvív – korabeli fegyverekkel.

#### 6. évad
Egy uzsorás halálával és egy szerelmespár tartozásával kezdődik az évad. A dolgok végül jóra fordulnak, és a szerelmespár női tagjának elrablásból és megerőszakolástól való megmentése után Brandtner megnyer egy gokartfutamot. Az epizód címe:Teljes gázzal.
Az évad 2. részében (A kis szökevények) szörnyű dolgok történnek: az alkoholista, fegyveres biztonsági őrként dolgozó családapa megöli a feleségét brutális módon lánya szeme láttára, és gyermekeivel is végezni készül. A gyermekek elmenekülnek otthonról, A kislányt és a kisfiút Brandtner menti meg a rész végén egy őrülten száguldó kisteherautóból. A rész persze pozitívan végződik, de az első jelenetekben látott brutalitás sok nézőben megkérdőjelezheti a tényleges boldog véget. Hiszen a gyermekek anyja meghalt, apjuk börtönben ül. A 4. részben (Telefonterror) egy hasonlóan aberrált férfi öl nőket, míg az 5. részben (Hideg, mint a jég) a sorozat történetében másodszorra és nem utoljára foglalkozik a hokival és a hokisokkal.
A 6. rész (Testvérgyilkosság) szappanoperabeli elemeket használ: a gonosz ikertestvér átveszi az általa meggyilkolt testvér szerepét, és csak tetoválásának köszönhetően lepleződik le. A 7. részben (Halálos Tarot) Kunz az ügy megoldásának érdekében még jósnőhöz is képes elmenni. A következő részben (A teliholdas gyilkos) egy olyan elkövetőt üldöz a csapat, aki áldozatai életének mindig teliholdkor vet véget. Az epizód elején Rex a rendőrség külső korlátján ül, és a holdra vonyít. Ezután (Egy halott visszatér c. epizód) horrorisztikus elemekkel is operál a sorozat.
A 10. részben (Halál az interneten) megünneplik, hogy Kunz már egy éve a csapat tagja. A készítők igyekeztek pontosnak tűnni a dátumok tekintetében. A forgatás hónapját ugyan nem ismerjük, de Kunz érkezésének eredeti premierje 1999. március 11-én volt, ez utóbbi részé pedig 2000. április 26-án.
Az évad 11. részében (Hajsza az örök életért) Rex majdnem elpusztul, és csak egy furcsa természetfeletti képességű ázsiai embernek köszönhetően éli túl a mérgezést. Brandtner és ez a rejtélyes férfi később már nem találkoznak. A 12. részben (A milliókat érő ló) lovak körül bonyolódik a cselekmény, és Magyarország is szóba kerül, úgy, ahogy a 6. évad során többször találunk utalást Magyarországra, legtöbbször sport témában (pl. Hungaroring, FTC).

#### 7. évad
A 7. évad 1. részében Elke Winkens is vendégszereplő lesz. Az epizód során Alex megmenti az életét, a rész végén pedig együtt távoznak az irodából. A 3. részben egy fotós modelleket csábít a műtermébe, s ott gyilkolja meg őket (A halál szépsége). A Halálos teszt című epizódban egy szer hatása alatt többen öntudatlan állapotban válnak gyilkossá. A rituális halál motívuma itt is megjelenik a 7., Megszállottság című epizódban. A következőkben egy aberrált férfi gyilkos kirohanásairól, egy kislány elrablásáról és a feldarabolásától való megmentéséről (A gyilkos és a lányka), illetve egy modell szeméttelepen megtalált holttestéről (Kétszer csap le a halál) is szó esik.
A 7. évad 10. részében látható utoljára együtt Böck és Brandtner. A rész címe: A bosszú sugarai, és egy énekesnő halálától egészen egy bevásárlóközponti túszejtésig terjed.

#### 8. évad
A 8. évad 1. része a Házinyúlra nem lövünk című epizód. A történet úgy kezdődik, hogy Rex és ideiglenes gazdája, Fritz Kunz moziban ülnek, és egy természetfilmet tekintenek meg. Rex eszeveszetten ugatni kezd, amivel zavarja a többi nézőt. Persze ennek a „kirohanásnak” oka van, mint később megtudjuk: gázszivárgás miatt mindenki életveszélyben volt.
Rexnek új gazdái is akadnak: Marc Hofmann és Niki Herzog. Ők ketten már a munkába lépésük előtt találkoznak, és együtt töltenek egy éjszakát. Marc először titkolja Niki előtt, hogy rendőr, és fegyverét jobb híján a hűtőszekrényébe rejti. Amikor reggel a rendőrségen találkoznak, a félreértések tisztázódnak. Az epizód egyik legkomikusabbnak ható jelenete, amikor Marc a lefagyasztott lőfegyvert Kunz szeme láttára egy ujjal fogja meg, és úgy teszi az íróasztala fiókjába. Kunz megkérdezi tőle, hogy mindig így szokta-e fogni, Marc pedig nevetés nélkül csak annyit válaszol: Csak akkor, ha hideg.
Hamarosan szerelem alakul ki Marc és Niki között, és összeköltöznek, természetesen Rex is velük lakik. A gyilkossági csoport negyedik tagja Fritz Kunz, aki továbbra is állandó szereplő marad dr. Graffal egyetemben (arra azonban nem derül fény, hogy Brandtner és Böck miért is hagyták el a csapatot). Az első epizódban Marc máris lövést kap, de szerencsére visel golyóálló mellényt. Niki nagyon megretten, amikor látja a földre rogyó férfit. Amikor felébred, bevallja, hogy így vesztette el édesapját is, és különösen megrázó számára, ha ilyesmi történik a közelében.
A halál művészete című epizódban a pszichopata gyilkos modellnek hív meg nőket műtermébe, majd a portfólió készítése közben gyilkolja meg őket.
A 6. részben (Az utolsó golyóig, magyar fordításban Az utolsó golyó címet viseli) egy ámokfutó sokakat meggyilkol kegyetlen és őrült módon. Az egyik csapdájában majdnem Niki is halálos lövést kap, életét csak Rexnek köszönheti. Az epizód végén Marc kénytelen lelőni Gerhardot. Ezután érzelmileg összeomlik, majd bevallja Nikinek, hogy ő volt a legelső ember, akit meg kellett ölnie. Az epizód utolsó képkockájában Nikivel és Rexszel ül egy háztetőn, majd megcsókolja Nikit.
A 8. évad 12. részében (Születésnap) Marc házában ejtik túszul a szerelmespárt, és persze csak Rexnek köszönhetően menekülhetnek meg. Az évad során továbbá előfordul egy kirívó eset: gyermekek tömeges, interneten szerveződő öngyilkossági kísérlete (Válaszd a halált c. rész).

#### 9. évad
A 9. évad 2. részében (Gyilkosság a börtönben) Niki beépül az elítéltek közé a börtönbe, ahogy Brandtner is tette egyszer. Az epizód végén Rex még egy kislány életét is megmenti, aki majdnem lezuhan hatalmas magasságból. A következő epizódban (Merénylet Rex ellen) Marc régi ellensége reggeli futás közben oldalba lövi Rexet, így a bosszú Rex aktuális gazdája ellen már harmadszorra jelenik meg a sorozatban. A sorozatban újra feltűnik az emberkereskedelem-motívum (A kis koldusok című epizód), amelyben Marc magához fogad egy rész erejéig egy kislányt, és Rex majdnem kimúlik egy vonattűz és -robbanás során. Később (Halálos vitamin) egy kútszerű mélyedésbe zuhant nőt ment meg Marc és Rex. A 6. részben (Kórházi éjszakák) többek között Rex leleplez egy fiatalembert, aki kutyákat mérgez különböző csontokkal. Ezáltal megmenti aktuális „kutyaszerelmét” is.
A sorozat meglepő gyilkosságaihoz tartozik az az epizód is, amelyben valaki a Grimm-mesék brutális gyilkosságai alapján öli meg áldozatait (Egyszer volt, hol nem volt), továbbá újra egy idős személy halála kerül terítékre (Az utolsó vasárnap). Graf doktor hibái is megjelennek ebben az évadban: a Holtbiztos tipp című epizódban a halottnak nyilvánított házigazdán Marc veszi észre, hogy valójában még él, majd felkiált: És az orvos ezt nem vette észre?! Ebben a részben találkozunk egy analfabéta emberrel is.

#### 10. évad
Marc és Niki kiválóan tudnak együtt dolgozni, noha a rendőrnő a 10. évad 2-4. részében már nem tűnik fel. Itt sem derül fény arra, hogy ő miért hagyta el a csapatot. Marc és Rex ekkor már csak Kunzzal nyomoz együtt, akinek a szerepe így jelentősen megnövekszik. 
Az első részben (E-mail a gyilkostól) megtudjuk, hogy Dr.Graf nem csak boncol, hanem oktat is a bécsi SOTE-n. Sajnos tanítványai nem olyan angyalok, mint a valódi SOTE hallgatói, így Marcnak és Rexnek meggyűlik egyikükkel a baja. 
A 3. részében (Végre meghalt a szörnyeteg!) találnak egy kiskutyát, akit Marc Fritznek nevez el Kunz után. Még Kunz és dr. Graf is azt hiszi, hogy Fritz Rex kölyke. A kiskutyát az epizód végén odaajándékozzák egy kisfiúnak, akinek a nővére megölte apjukat, mert a cukrász apa pedofil volt, és mindkettejüket zaklatta.
Az utolsó részben (10. évad 4. rész (Dopping) Marc majdnem meghal, Rexet és gazdáját pedig fel is függesztik. Az utolsó részben egészen példátlan dolog történik: Rexet kiáltják ki gyilkosnak egy lábnyom alapján. Persze az esetet hamar felgöngyölítik, és Rex, Marc, valamint Kunz újra együtt kezdenek el dolgozni, csakhogy itt véget ér az osztrák sorozat.
Így az utolsó jelenet a 2004-ben lezárult sorozat történetében, hogy Rex megugatja az őt felfüggesztő, majd a rendőrséghez visszahelyező ügyészt. Az utolsó szó pedig a magyar változatban így hangzik (amikor az ügyész elköszön): Uraim!

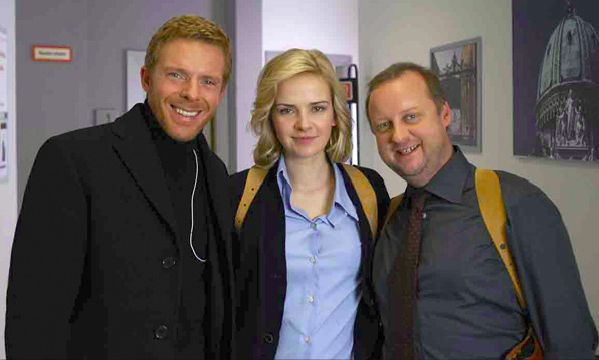
Lorenzo és a bécsi csapat: Erika Heidl és Fritz Kunz a 11. évad 1. részében, Bécsben. Erika lesz a halott Marc Hoffmann utódja, így Rex gazdája is lenne/lett volna, ha akkor Rex nem ment volna nyugdíjba

A 11. évadtól sorozat Olaszországban játszódik és Lorenzo Fabbri lesz Rex gazdája. Az olasz szériát lásd alább.

### Róma

#### 11–16. évad
Az összesen 8 itáliai évadot 2007 és 2014 között forgatták, 2008-2015-ben vetítették. Hasonlóan színes és mozgalmas, mint osztrák elődje. Peter Hajek, a mungo-film és a sorozat egyik producere 2006-ban úgy nyilatkozott, hogy a Rex felügyelő olyan sikeres volt Olaszországban, hogy a kilencvenes-kétezres években megtriplázódott a Bécsbe látogató olaszok száma, és ez nagy valószínűséggel a sorozatnak köszönhető. A 11. évad 1–2. része az olasz sorozat kezdete, amely Rómában és Bécsben játszódik. Erika Heidl és Kunz is nagy szerepet kap e két részben, de a 11. évad 3. részétől már önálló, római nyomozások kezdődnek Fabbrival és Morinivel. A 13. évadban van egy különleges rész, amikor Lorenzo a törvényszéki orvossal, Katiával nyomoz együtt egy hajón: a gyilkos a hajó utasai között van. Morini a 13. évad utolsó, tizenkettedik epizódjában kiszáll a sorozatból (szerepe szerint Milánóba költözik). Morini és Fabbri az utolsó, közös epizódjukban Máltán nyomoznak, egy hamis festmény ügyében.
Helyére a 14. évad 1. részében Alberto Monterosso (Domenico Fortunato) érkezik, ám a páros igen hamar felbomlik, ugyanis a 14. évad 2. részében szörnyű dolog történik: Lorenzo Fabbri meghal, miután felrobban egy autóban.
Az évad 3. részében megérkezik Davide Rivera (Ettore Bassi). Ő lesz Rex gazdája és egyben Alberto társa. Mindkét páros főnöke Filippo Gori (Augusto Zucchi), aki kezdetben nem kedveli Rexet, de később megszereti. Nem éppen kedves figura a sorozatban, és Riverával is jobban kivételez, mint Fabbrival. A törvényszéki orvos Katia Martelli (Pilar Abella), akinek tetszett Lorenzo, de a férfi a nő közeledését nem viszonozta, illetve Rex is féltékeny volt rájuk, ezért aztán „szerelmük” nem teljesedhetett be. Érdekességképpen megemlítendő, hogy a nő említést sem tesz Fabbriról, miután meghalt...
A 14. évad 1. részében (Árnyékok) látjuk először Tomaso Bizzarit, aki szintén a rendőrségen dolgozik. Ő is Riveráék segítője.
Bizzari valószínűleg vonzódik Katiához, erre utaló jeleket láthatunk a 3. részben. Lorenzo a tizennegyedik évad második részében veszti életét a Farkasok közt (In mezzo ai lupi) című epizódban. Ebben a fejezetben Rex megtanulja, hogy mikor kell jelezni egy cukorbetegnek, ha netán elfeledné az inzulint beadni magának. Csak ott a gond, hogy mindezt egy orosz bűnözővel kell megtennie, méghozzá beépülve környezetébe. Az oroszt ugyan elkapják a rendőrök, de annak a nőnek, aki Rexet betanította, bombát rejtettek az autójába. A férfi figyelmezteti is Lorenzot, hogy őt ugyan bekasztlizhatják, de a dolgok folyását nem tudják megállítani. Amikor elutazni készül, előtte megkéri Fabbrit, hogy forduljon meg az autójával, aki viszont ekkor a halálos csapda áldozatává válik. Gyorsan utasítja Rexet, hogy helyezze biztonságba a nő kislányát, majd a kutya szeme láttára az autó felrobban – gazdájával együtt.
Ezután megjelenik Davide Rivera (Ettore Bassi) felügyelő, az új nyomozó. Rex harmadjára él át ilyen traumát, sokáig úgy tűnik, hogy ezt már nem is tudja feldolgozni, és többé nem dolgozik rendőrként. Időnként Fabbri autóján pihen, majd elmenekül. Az epizód egyik legmegrázóbb jelenete, amikor egyedül , kiszáradva bandukol, majd egy közkútból próbál vízhez jutni. Amikor meglátja, hogy Rivera és Monterosso felé sétálnak a rendőrség udvarán, és Monterosso megkérdezi Riverától, miért nem veszi magához Rexet akkor is inkább a menekülőutat választja. Erre mondja azt Rivera: "Egy gazdának 100 kutyája lehet, de egy kutyának csak egy gazdája." Később a nagyapjától kapott tanácsokat beváltva felkelti Rex érdeklődését. A Rómában ténfergő Rex után megy, majd miután a kutya észreveszi, hosszú időn át menekül előle. Rex pedig addig-addig fut Rivera után, át kerítéseken, falakon, stb.. míg az új nyomozó rájön, hogy Rex elkezdett kötődni hozzá. Így mostantól nem csak egy új kapitányságon dolgozik, de van egy csodakutyája is.
A sorozat ritkán foglalkozik direkt aktuálpolitikával, ahogyan ezt lentebb ki is van fejtve, ugyanakkor a 14.évad 5.részében (Bosszú) egy olasz neonáci  (és nem Mussolini-követő olasz neofasiszta) csoporton belül történt haláleset kapcsán zajlik a nyomozás. Az epizód során nem említik meg Hitler vagy Mussolini nevét, de folyamatosan láthatunk stilizált és egyértelmű horogkereszteket, zászlókat, stb. Sem előtte, sem utána nem fordul elő a sorozat történetében, hogy egy világnézetről – legyen az demokratikus vagy antidemokratikus –  értékítéletet mondjon, itt azonban ez megtörténik. 
A 15. évad 5. részében (Egy hang a sötétben) egy családi dráma közepébe csöppennek a nyomozók: egy nagyon gazdag apuka lánya meg akarja öletni féltestvérét, melyre több kísérlet is irányul egy felbérelt gyilkos segítségével. Az egyik gyilkossági kísérlet előtt a helyszínre érkezik a rendőrség, Bonassora és Bizzarri nyomozók. Bonassorát fejbe lövi a bérgyilkos, hogy megtámadhassa Ameliát, a lányt. Azonban nem számol az őt védő, előtte már őrizetbe vevő Bizzarrival: lövöldözés alakul ki egy temetőben, melynek során a lány elmenekül, Bizzarri azonban két súlyos lövést kap. Monterosso, aki a helyszínre küldte őket, összeomlik. Rivera és Rex igyekeznek lelket önteni belé. Tommaso túléli a két súlyos lövést. Ekkor, mint Goritól megtudjuk, mindössze fél éve van hátra a nyugdíjazásáig. Valószínűleg ezért nem láthatjuk már őt a 16. évadban.
A 15. évad végén Tomaso eltűnik, Davide Riverával együtt. Nincs kilépőjelenetük. A 15. évad 12. részének utolsó jelenetében (A vér kötelez) csak annyit láthatunk: az édesgyökeret szopogató nyomozó felemeli a kamerába nézve a pezsgőspoharát, amikor Monterosso nyomozó 50. születésnapját ünnepli az egész rendőrség. Valószínűleg ezután nem sokkal nyugdíjazzák Bizzarrit is.
A 16. évad nagy fordulatokat okoz a sorozat történetében: a legelső részben érkezik (Az osztálytalálkozó) Marco Terzani, akinek mindjárt az első jelenetében elsősegélyben kell részesítenie Rexet, miután az állatot megkéselték. Mivel Rivera távozására nem adtak magyarázatot, ezért úgy állítják be, mintha Monterosso kutyája lett volna a négylábú nyomozó, és ő adja át Terzaninak. Ezután Terzani és Rex otthona Terzani lakóhajója lesz. Ebben az évadban láthatjuk utoljára Katia Martellit és Filippo Gorit.
A 11-12., Jégkorszak című epizód egy különálló, 90 perces film, ahol Rex gazdája Andreas Mitterer (Juergen Mauer), egy osztrák rendőr, és az olasz–osztrák határon játszódik Meranóban (németül Meran). Azonban a helyszín és a csapat csak ennek a résznek az erejéig bukkan fel, a 17. évad újra ugyanúgy Rómában játszódik Terzanival – igaz, már egy másik rendőrségen...

#### Elit alakulat (17–18. évad)
A 17. évadban Monterosso, Terzani és Rex egy új csapathoz csatlakozik, egy másik rendőrségen, ott tűnik fel Carlo Papini kriminálpszichológus (megformálója Massimo Reale), Annamaria Fiori, az új főnök (Alessia Barela), Laura Malforti informatikus-titkárnő (Francesca Cuttica), és Sonia Randalli törvényszéki orvos (Daniela Piperno). Az 1. epizódban (Fratelli – Testvérek) egy különös bűnöző után nyomoznak, aki egy Rexre megtévesztésig hasonlító kutyával követi el a rablásokat. Annamaria először csak „kölcsönkéri” Goritól Rexet és Terzanit, de az epizód végén megkéri, hogy csatlakozzanak a csapathoz. Miután Gori nem ellenkezik, Monterosso is átmegy a különleges ügyosztályra. Végül elbúcsúznak Terzani lakóhajójánál.
Kiderül, hogy a titokzatos négylábú valójában Rex – tesójához hasonlóan szintén hosszú életű – osztrák testvére. (Az epizód 2013-ban játszódik, ekkorra nagyjából 22 évesek kell lenniük a kutyáknak.) 
Az „Elit alakulat” című évadok (17–18. epizód) már ultramodern környezetben játszódnak, különleges zenei és képi világának köszönhetően azonban könnyedén befogadja és elfogadja a néző. 
A 17. évad 11–12. része délkelet-Olaszországban, Pugliában játszódik, ahol Rexet a 3. rész főgonosza, Paolo Tarantini megmérgezi, az ellenmérget pedig csak akkor adja oda, ha Terzani segít neki. Végül a felügyelő megmenti kutyáját, és a 17. évad utolsó képkockájában együtt ülnek a tengerparton.
|  | Itt a vége a cselekmény részletezésének! |

## Szereplők
| Szerep                                           | Színész              | Magyar hang                                         | Távozás szerepbeli oka |
| ------------------------------------------------ | -------------------- | --------------------------------------------------- | --- |
| Richard Moser (1x01-4x04) †                      | Tobias Moretti       | Haás Vander Péter †                                 | Halál |
| Ernst Stockinger (1x01-2x15)                     | Karl Markovics       | Végh Péter                                          | Áthelyezés Salzburgba |
| Peter Höllerer (1x01-5x06)                       | Wolf Bachofner       | Gesztesi Károly †                                   | Felmondás |
| Dr Leo Graf (1x01-10x04, 12x11)                  | Gerhard Zemann †     | Ort Mihály → Orosz István                           | Az osztrák széria vége |
| Max Koch (1x01-4x04)                             | Fritz Muliar †       | Tolnai Miklós †                                     | Nincs oka, de mivel Moser barátja volt, valószínűleg nem akart szerepelni a barátja nélkül.                                                     |
| Josef, a nyombiztosító (1x04-3x03, 11 epizódban) | Ernst Josef Lauscher |                                                     | A római évadokhoz hasonlóan az osztrák sorozat elején is volt nyombiztosító. Szerepe szerint Josefnek hívták, csupán néhány epizódban tűnt fel. |
| Alexander Brandtner (4x05-7x10)                  | Gedeon Burkhard      | Viczián Ottó                                        | Nincs oka |
| Christian Böck (3x01-7x10)                       | Heinz Weixelbraun    | Juhász György                                       | Nincs oka |
| Fritz Kunz (5x07-11x01, 12x11)                   | Martin Weinek        | Németh Gábor                                        | Az osztrák széria vége |
| Marc Hoffmann (8x01-10x04)                       | Alexander Pschill    | Selmeczi Roland †                                   | Halál |
| Niki Herzog (8x01-10x01)                         | Elke Winkens         | Kisfalvi Krisztina                                  | Nincs oka |
| Lorenzo Fabbri (11x01-14x02) †                   | Kaspar Capparoni     | Varga Gábor                                         | Halál |
| Giandomenico Morini (11x01-13x10)                | Fabio Ferri          | Fekete Zoltán                                       | Milánóba való költözése, anyja gondozása. |
| Maddalena de Luca (165-174., 15. évad)           | Chiara Gensini       | Nemes Takách Kata                                   | Nincs oka (A valóságban szerepet kapott a Római helyszínelők című sorozatban, ezért került sor a távozásra)                                     |
| Katia Martelli (11x02-16x10)                     | Pilar Abella         | Zsigmond Tamara                                     | Monterosso és Terzani másik rendőrségen dolgozik tovább.                                                                                        |
| Filippo Gori (11x01-17x01, 18x12)                | Augusto Zucchi       | Bácskai János                                       | Monterosso és Terzani másik rendőrségen dolgozik tovább.                                                                                        |
| Davide Rivera (14x03-15x12)                      | Ettore Bassi         | Dévai Balázs                                        | Nincs oka |
| Alberto Monterosso (14x01-18x12)                 | Domenico Fortunato   | Bede-Fazekas Szabolcs, Jantyik Csaba (17–18. évad)  | |
| Marco Terzani (16x01-18x12)                      | Francesco Arca       | Lux Ádám (16. évad) / Makranczi Zalán (17–18. évad) | |
| Andreas Mitterer (16x11)                         | Juergen Maurer       | Viczián Ottó                                        | |

### Kutyák
| Kutya neve              | Szereplési idő | Sorozatbeli gazdái            | Élethossz            | Első része         | Utolsó része    | Távozásának (ha van) oka        |
| ----------------------- | -------------- | ----------------------------- | -------------------- | ------------------ | --------------- | ------------------------------- |
| Reginald von Ravenhorst | 1–5. évad      | Richard Moser, Alex Brandtner | 1991-2003            | A Végállomás: Bécs | Rex bosszút áll | kiöregedett, s nyugdíjba vonult |
| Rhett Butler            | 5–10. évad     | Alex Bradtner, Marc Hoffmann  | 1997–2006            | Vak düh            | Hoffmann halála | túl öreg volt                   |
| Henry                   | 11–14. évad    | Lorenzo Fabbri                | 2001–2014. május 27. | Találkozás         | Farkasok közt   | Fabbri távozott                 |
| Nick                    | 14–15. évad    | Davide Rivera                 | ?                    | Pult alatti játék  | Szürke          | Rivera távozott                 |
| Achi                    | 16–18. évad    | Marco Terzani                 | ?                    | Diplomaosztó       | 110-es szoba    | A sorozat vége                  |

## Felügyelők és csapataik
| Csapattagok | A csapat felállása (rész, évad, év)              | Miért bomlott fel? |
| --- | ------------------------------------------------ | --- |
| Richard Moser, Peter Höllerer, Ernst Stockinger, Rex                                                           | 1–2. évad (1994–1995)                            | Stockinger Salzburgba távozik                                                                                                |
| Richard Moser, Peter Höllerer, Christian Böck, Rex                                                             | 3. évad 1. rész – 4. évad 4. rész (1996–1998)    | Mosert meggyilkolják |
| Alexander Brandtner, Peter Höllerer, Christian Böck, Rex                                                       | 4. évad 5. rész – 5. évad 6. rész (1998–1999)    | Höllerer elmegy segíteni édesanyjának.                                                                                       |
| Alexander Brandtner, Christian Böck, Fritz Kunz, Rex                                                           | 5. évad 7. rész – 7. évad 10. rész (1999–2001)   | Ismeretlen ok. |
| Marc Hoffmann, Niki Herzog, Fritz Kunz, Rex                                                                    | 8. évad 1. rész – 10. évad 4. rész (2002–2004)   | Ismeretlen ok. (Rajongói teória szerint Marc meghalt, párja pedig emiatt távozott)                                           |
| Filippo Gori, Lorenzo Fabbri, Glandomenico Morini, Rex                                                         | 11. évad 1. rész – 13. évad 12. rész (2008–2010) | Morini Milánóba költözik. |
| Filippo Gori, Lorenzo Fabbri, Alberto Monterosso, Rex                                                          | 14. évad 1–2. rész (2011)                        | Lorenzot meggyilkolják. |
| Filippo Gori, Davide Rivera, Alberto Monterosso, Tomaso Bizarri, Rex                                           | 14. évad 3. rész – 15. évad 12. rész (2011–2012) | Ismeretlen ok, Tomaso és Davide eltűnik. A 14. évadtól Gori személye egyre inkább előtérbe kerül.                            |
| Filippo Gori, Marco Terzani, Alberto Monterosso, Rex                                                           | 16. évad 1–11. rész (2012–2013)                  | Terzani és Monterosso új rendőrségre mennek dolgozni.                                                                        |
| Andreas Mitterer, Giuseppe Malatesta, Rex                                                                      | 16. évad 12. rész (2013)                         | Különleges, dupla epizód, külföldön különálló film (Rex felügyelő – Jégkorszak), mely ismét Ausztriában, Tirolban játszódik. |
| Annamaria Fiori, Marco Terzani, Alberto Monterosso, Laura Malforti, Carlo Papini, Rex (+időnként Filippo Gori) | 17. évad 1. rész – 18. évad 12. rész (2013–2015) | Nincs oka. |

## Kapcsolódó műsorok

### Előzményfilm
A sorozat cselekményének előzménye a Rex, a kölyökfelügyelő című film, melyet a harmadik és negyedik évad között, 1997-ben készítettek el. Ebben nyomon követhetjük Rex felcseperedését, és láthatjuk, miként oldja meg élete első bűnügyét.

### Spin-off
A Stockinger című sorozatot 1996–97-ben sugározták. Magyarországon nem mutatták be. Peter Höllerer két részben is feltűnik, Rex pedig egyben. Stockinger társa Salzburgban Antonella Simoni nyomozónő. Ezt a 14 epizódot nem a Rex felügyelő stábja készítette.

### Nemzetközi adaptációk
| Ország        | Eredeti cím          | Eredeti vetítés |
| ------------- | -------------------- | --------------- |
| Oroszország   | Возвращение Мухтара  | 2004–2015       |
| Oroszország   | Мухтар. Новый след   | 2017–           |
| Portugália    | Inspetor Max         | 2004–2019       |
| Lengyelország | Komisarz Alex        | 2012–           |
| Litvánia      | Inspektorius Mažylis | 2014            |
| Szlovákia     | Rex                  | 2017            |
| Kanada        | Hudson & Rex         | 2019–           |

#### Rex Kanadában
A kanadai Citytv 2019-ben kezdte vetíteni a sorozat helyi adaptációját Hudson & Rex címmel, John Reardon, Mayko Nguyen, Kevin Hanchard és Justin Kelly főszereplésével. A sorozatot Magyarországon Rex Kanadában címen kezdte sugározni a Duna TV 2021-ben.

## Érdekességek
- A sorozat azok közé az európai szériák közé tartozik, amelyek szinte letölthetetlenek eredeti nyelven, vagy magyar / angol felirattal. Bizonyos európai országok sorozatai, filmprodukciói – ha nem mozis vetítésről van szó – sokszor manapság is elérhetetlenek a szomszédos országokban, ugyanúgy, mintha a nyolcvanas, kilencvenes évekről volna szó. Itt elsősorban az olasz, német, osztrák, spanyol, kelet- és közép-európai produkciók érintettek, így a Rex felügyelő sok-sok évada is. Nincs ugyanis egy olyan közös – akár előfizetéses platform, mint a nyugat-európai vagy tengerentúli szériák esetében a Netflix, vagy az HBO GO. Sokszor az adott közvetítő csatorna – legyen az televízió, vagy más, online felület – honlapjára felkerülnek az epizódok, így elérhetőek az interneten, de le vannak korlátozva, csak az adott országból nézhetőek meg. Ez Magyarországon is bevett gyakorlat. Így Rex és kétlábú társainak magyar rajongói még a 2010-es évek közepén is meg kellett várják a televíziós vetítéseket, amely a lineáris televíziónézés hanyatlásának és a műsorfogyasztási szokások átalakulásának korában egészen megdöbbentő jelenség.
- Szamos Rudolf, a Kántor nyomoz szerzője szerint a sorozatban több hasonlóság fedezhető fel az 1970-es években készített magyar Kántor című filmsorozattal.
- A magyar nézők körében még mindig vitát szül Gedeon Burkhard és Heinz Weixelbraun távozásának oka. A fórumokon szinte minden vetítés során előfordul a kérdés: Mi történt a 7. évad 10. része és a 8. évad 1. része között? A két rész közötti eseményeket teljes homály fedi. De nem csak azt: Alexander Pschill karaktere, Marc Hoffmann távozására sem kaptunk magyarázatot. Rajongói magyarázatok, legendák keringenek a karakterek távozásának okairól. A 2010-es évek elején külföldi rajongói oldalak pedzegették meg a leforgatott, majd eltüntetett Hoffmann halála című epizódot, ami állítólag a YouTube-on is fent volt. Híre 2012 tájékán terjedt el a magyar rajongók körében – ekkor még külföldi forrás is volt az epizód létezésére, amit azóta letöröltek, így lehetséges, hogy csak egy kellemetlen tréfáról beszélünk. A rész leírása szerint egy drogkartell utáni nyomozás során veszti életét a fiatal gazdi. Ennek hatására Niki Herzog, a párja is távozik a rendőrségről. Mostanra egyesek már azt is tudni vélik, hogy Brandtner is eltávozott: egy robbanás okozta a vesztét.
- Néhány színész több különböző szerepet is játszott az első tíz etapban. Gedeon Burkhard előbb egy sorozatgyilkost játszott, később pedig már Rex egyik gazdáját alakította. Alexander Pschill is rosszfiú volt, később szintén gazdi lett. Sorozatbeli párja, Elke Winkens viszont korábban Gedeon Burkhard egyik barátnőjét alakította. A többi rosszfiú közül is akadtak, akik 10 év alatt többször visszatértek.
- Az összesen tíz évadot megért eredeti sorozat szereplőgárdája az évek során teljesen kicserélődött, egyedül a dr. Grafot alakító Gerhard Zemann játszott az összes részben.
- Összesen 5 németjuhász alakította a címszereplőt: az elsőt valóban Rexnek hívták, pontosabban a Reginald von Ravenhorst nevet viselte. Egy ideig együtt élt Teresa Ann Millerrel, hogy minden szükséges mozdulatot, trükköt megtanulhasson.[53] 1998-ban, A vak düh című epizódban az arisztokratikus nevű Rhett Butler váltotta a kutyafiút. Rhett már 1997-ben, kölyökként bemutatkozott a Rex, a kölyökfelügyelő című filmben. Itáliában gazdánként változtak az ebek: Kapparoni mellett Henry, Bassi mellett Achi, Arca mellett Nick nevű kutyák szolgáltak.
- 2013. március 13-án az M1 a 4. évad 4. részét, Moser halálát vetítette. A 35. perc körül azonban megszakították az epizódot. Ennek az oka Ferenc pápa megválasztásának bejelentése volt.
- Az Origo 2005-ös visszatekintő cikke szerint Magyarországon a TV2-nek köszönhetően az 1998-as év címerállata Rex felügyelő volt. Gyakran megnyerte a nézettségi sávját az akkor induló Barátok közttel szemben hétfőnként.
- Egészen 2005-ig, majd 2012 első felében hetente (az olimpia és egyéb sportesemények miatt 2012-ben egy idő után kéthetente) mutatták be az epizódokat hazánkban. A sorozatnézési szokások megváltozása és a streamingszolgáltatások megjelenése a kényszerű televíziós vetítésen is nyomot hagyott: 2014-ben minden hétköznap mutatott be részeket az M1, később az AXN 2016 tavaszán egy este három epizódot vetített (igaz, hetente).
- Viczián Ottó és Haás Vander Péter (Brandtner és Moser felügyelők) magyar hangjai együtt dolgoztak a 16. évad különleges dupla epizódjának, a Jégkorszaknak magyarosításán az MTVA jóvoltából 2014 őszén. Előbbi Rex Mitterer nevű gazdájának hangját adta, utóbbi Malatesta főnököt szólaltatta meg. Az epizódok premierje 2014. november 18-án és 19-én volt az M1-en. A sors szomorú fintora, hogy utólag úgy tekinthetjük, ez egyfajta szinkron-jutalomjáték volt az akkor már nagybeteg Haás Vandernek, aki 2015 nyarán elhunyt.
- Hasonló szomorú szinkronlenyomat: Breyer Zoltánnak a 11. évad 2. része (7,65-ös kaliber) volt az egyik legutolsó szinkronmunkája.
- Augusto Zucchit eredetileg nem Bácskai János szinkronizálta. Legelső megjelenésekor, a 11. évad 2. részében még Bicskey Lukács kölcsönözte a hangját.
- "A vak tanú" régi vakvezető kutyájának és Brandtner régi kutyájának is Arko a neve.
- A 2013-14-ben forgatott 17–18. évadra az olasz rendezőpáros, Antonio és Marco Manetti ("Manetti Bros") vette át a sorozat rendezői székét. Marco Manetti a 17. évad 1. részében egy bűnözőt alakít, cameoszerepben.
- Soha nincs aktuálpolitikai utalás a sorozatban, kivéve amikor a Szovjetunió megszűnésére utalnak az első epizódban, és amikor a vendégszereplő Marco Manetti említi meg Angela Merkelt a 17. évad 1. részében, a Testvérek című epizódban.
- A 16.évad 10.rész (Az ismerkedés művészei) egyik fontos szereplőjének Excel a beceneve.
- Ettore Bassi és Francesco Arca (vagyis Rivera és Terzani felügyelőket alakító színészek) vetélytársakat alakítanak a Svegliati amore mio (magyarul: Kelj fel, szerelmem!) című, 2021. március 24-én bemutatott olasz televíziós minisorozatban.[54]
- Ugyanazokat a rendszámokat több autóra is felszerelték. Például:
  - W 453 RZ: A sorozat elején Höllerer Audijának a rendszáma, később tanúk és gyilkosok autóin szerepelt.
  - W 327 MG: Szintén több részben, különböző autókon szerepelt. Többek között az akkor éppen álnevet viselő Böck Ford Escortján, amellyel a Halálos futam című részben ralizott
  - Moser autóinak rendszáma közül a W 973 KI a Halállista című részben a gyilkos autóján is látható, míg a W 726 XN az Az új fiú című részben az olasz maffiózók autóján is.
  - Brandtner autójának W 18945 B rendszáma először egy pénzszállító autón látható a Gyilkos terv című részben.

### Rajongói teóriák, összeesküvés-elméletek
- Ahogyan fentebb kifejtettük, Rex gazdái ok nélkül tűnnek el, távozásuknak rendszerint nincs magyarázata. Lehetséges, hogy egyfajta Doctor Who-s csavarként egyetlen gazdáról van szó, aki időnként átalakulna? Ezt a teóriát alátámasztaná az a tény, hogy rendszerint magányos, különc, egyedül élő férfiakról van szó, nagyjából ugyanabban az életkorban. Bár a legelső rendőrgazdit, Michaelt nem ismertük,de temetésén egyetlen mondat erejéig utalnak rá,hogy ő is egyedül élt. Rex mindannyiuk életét megváltoztatja, a kutya a komplett családjuk. Ha ez igaz, érthető volna, hogy Rex hogyan tudja szinte mindannyiukat nagyon hamar elfogadni: érzi rajtuk, hogy ugyanazokról van szó.
- Az is tény, hogy több gazdának – vagy éppen az egyetlen férfi különböző átalakult változatainak – van egy régi, bosszúszomjas ellensége, akit korábban börtönbe juttattak különböző bűncselekményekért, és kiszabadulásuk után nagyon hamar irracionálisan nagy mennyiségű energiát fektetnek abba, hogy ezt megbosszulják. (Lásd a Lövés Rexre, A bosszú (IV. évad), Farkasok közt, Bosszú (XV. évad) című epizódokat, illetve a Paolo Tarantinivel kapcsolatos részeket: Eltemetve, A nap fényénél, A vidám kalózok, Az elítélt mosolya) Mindannyian akkor követtek el bűncselekményt, amikor az adott nyomozó még máshol dolgozott, és nem ismerte Rexet. Viszont a módszer ugyanaz: elrabolják és veszélyes helyzetbe juttatják a nyomozó legjobban szeretett, legfontosabb családtagját, vagyis Rexet. (A Merénylet Rex ellen című epizódban magának Rexnek akad ellenfele.) Nagyon tág dimenziókat nyithat meg előttünk, ha folyamatos harcként értelmezzük mindezt két ember között.
- Hogy miért él megdöbbentően hosszú életet Rex? Nos, magyarázat lehet erre az, amikor a 6. évad 10. részében, A Hajsza az örök életért című epizódban egy távol-keleti szerzetes különleges, kézrátételes-ráolvasásos módszerrel megmenti a megmérgezett Rex életét. A kutya állapotának javulására csak ezt a spirituális magyarázatot kapjuk, racionálisat nem, így ezek szerint el kell fogadnunk a spirituális hatások jelenlétét a sorozat világán belül. Mindezt továbbgondolva előfordulhat, hogy nem csak egy "dózisnyi életet" kap Rex ekkor, hanem sokkal többet, örökre szólót.